# Маточний розчин
Ма́точний ро́зчин (рос. маточный раствор, англ. mother solution, нім. Mutterlauge f, Mutterlösung f) — пересичений розчин мінеральних солей, у якому здійснюється флотація водорозчинних мінералів (карналіту, сильвіну та ін.).